# Kinetocodium danae
Kinetocodium danae is een hydroïdpoliep uit de familie Filifera incertae sedis. De poliep komt uit het geslacht Kinetocodium. Kinetocodium danae werd in 1921 voor het eerst wetenschappelijk beschreven door Kramp. 